# Фротола
Фро́тола (італ. frottola, точна етимологія невідома) — в італійській музиці кінця XV–XVI початку століть (спочатку вокальна) п'єса на 3–4 голоси ліричного характеру, більшою частиною в гоморитмічній фактурі, злегка прикрашеній імітаційною поліфонією з яскраво вираженими метричними акцентами. Жанр фротоли — найважливіший попередник мадригалу. Як правило, фротоли писалися в строфічній формі (одна і та ж музика для кожної строфи тексту) іноді з рефренами. Поетичну основу фротоли становили вірші (переважно любовна лірика) у різноманітних формах, серед яких були особливо популярні barzeletta і strambotto, capitolo, і навіть canzona сонет. Верхній голос фротоли, як правило, виконував соліст. Партію інших голосів могли виконувати на музичних інструментах (ансамбль віол, лютня, клавішний інструмент). Найвідоміший автор фротол — Маркетто Кара одна з найпопулярніших:

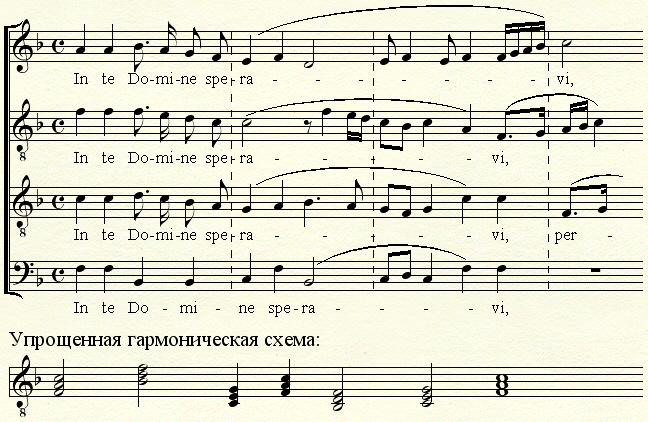

Багато анонімних фротол опубліковані в збірниках популярної багатоголосої музики, які випускав у перших двох десятиліттях XVI століття Оттавіано Петруччі (першу збірку фротол випустив у Венеції, в 1504 році). У стилі фротоли створювалися і більші форми, наприклад, меса Лодовіко Фолья (на неідентифікованих Cantus Firmus).
Поряд з іншими багатоголосними пісенними формами (віланела, канцонета), так само як й італійським фобурдоном у богослужбовій музиці, фротола дала сильний поштовх розвитку акордового почуття, метричної екстраполяції і (в кінцевому підсумку) гармонічній тональності.

## Основні композитори
- Бартоломео Тромбончіно
- Філіппо Адзайоло
- Джорджо Далла Порта
- Мікеле Пезенті
- Луїджі Платаніа
- Джованні Брокко
- Нікколо Брокко
- Антоніо Капріолі
- Маркетто Кара
- Франческо д'Ана
- Марко да Колоніа
- Лодовіко Фольяно
- Джакомо Фольяно
- Антоніо Россетто
- Філіппо да Лупрано
- Франческо Сантакроче (Патавіно)
- Пеллеґріно Чезена
- Рокко да Ортона
- Джованні Баттіста Дзессо
- Дзанін Безан
- Еразмус Лапічідус

За виключенням Тромбончіно Та Кари, що були знаменитими у свій час, збереглося дуже мало відомостей  про інших композиторів, коли навіть не самі їх імена.